# Prithivi
Prithivi var i indisk mytologi jordens gudinna. Prithivi födde guden Indra som var förutbestämd att orsaka "den gamla världens" undergång.